# Dobkovice
Dobkovice är en ort i Tjeckien.   Den ligger i regionen Ústí nad Labem, i den nordvästra delen av landet, 70 km norr om huvudstaden Prag. Dobkovice ligger 136 meter över havet och antalet invånare är 648.
Terrängen runt Dobkovice är huvudsakligen lite kuperad. Dobkovice ligger nere i en dal. Runt Dobkovice är det ganska glesbefolkat, med 24 invånare per kvadratkilometer. Närmaste större samhälle är Ústí nad Labem, 12,8 km sydväst om Dobkovice. I omgivningarna runt Dobkovice växer i huvudsak blandskog.